# مرض بورنهولم
مَرَض بُورْنهُولم أو وَجَعُ الجَنْبَةِ الوَبائِيّ أو أَلَمٌ عَضَليّ وَبَائي (بالإنجليزية: Bornholm disease) هو مرضٌ ناجمٌ عن فيروس كوكساكي ب أو فيروسات أخرى.
يسبب المرض أعراضًا تشبه الإنفلونزا، مع ألم في الصدر أو البطن. وعادةً ما يستمر لبضعة أيام فقط. نادرًا ما تحدث المضاعفات، لكن الأطفال الصغار هم الأكثر عرضة للإصابة بمضاعفات خطيرة. قد يحتاج الأطفال إلى العلاج الوقائي (الغلوبيولين المناعي) للمساعدة في منع المضاعفات.
سُمِّي باسم الجزيرة الدنماركية بورنهولم حيث بداية ظهور الحالات.

## العلامات والأعراض
قد تتضمن الأعراض الحمى والصداع، وألم العضلات العام والسعال والتهاب الحلق، وآلام في البطن أو الإسهال. كما يمكن أن يحدث ألم الخصية، لأن الفيروس يمكن أن يسبب التهاب الخصية. بينما الطفح الجلدي الفيروسي هو أحد الأعراض النادرة. بالنسبة لمعظم الأشخاص، يستمر المرض بضعة أيام فقط. في بعض الأحيان، يمكن أن يستمر لفترة أطول، تصل إلى حوالي ثلاثة أسابيع. وفي بعض الحالات قد تظهر الأعراض وتختفي لبضعة أسابيع قبل أن تُشفى تمامًا.
ولكن السِّمة المميزة لهذا المرض هي نوبات من الألم الشديد أسفل الصدر، على جانب واحد  في كثير من الأحيان. تسبب أدنى حركة للقفص الصدري زيادة حادة في الألم، مما يجعل من الصعب التنفس، وبالتالي تصبح أي نوبة أخرى تجربة مخيفة، على الرغم من أنه يمرعادةً دون حدوث أي ضرر فعلي. لا يمكن التنبؤ بالنوبات وإنما تصيب فجأة مع شعور كأنَّ قبضة من حديد حول القفص الصدري. وتعكس الأسماء العامية للمرض هذه الأعراض، مثل اسم 'قبضة الشيطان'.

## الأسباب
أوضحت نتائج زراعة غسيل حلقي مأخوذ من أشخاص مصابين بالمرض في أدمغة فئران حديثي الولادة أن الفيروسات المعوية في مجموعة فيروس كوكساكي B من المرجح أن تكون سبب المرض، ودَعَّمت هذه النتائج دراسات لاحقة لاستجابة الغلوبولين المناعي الذي تم قياسه  في المصل من الأشخاص المصابين. من النادر ارتباط الفيروسات الأخرى في عائلة الفيروسات المعوية، بما في ذلك فيروس كوكساكي A بوجع الجنبة الوبائي.

## علم الأوبئة
ينتشر فيروس كوكساكي B عن طريق التواصل مع لعاب أو براز المريض، وعادةً ماتحدث الأوبئة أثناء الطقس الحار في المناطق المعتدلة وفي أي وقت في المناطق المدارية. وكما هو الحال مع عائلة هذا الفيروس، يتواجد بكميات كبيرة في براز المصابين. يمكن أن ينتشر المرض من خلال مشاركة أكواب الشرب.

## المرض أثناء الحمل
المشكلة الرئيسية هي أن الطفل عندما يُولد يمكنه التقاط العدوى من الأم والمحيطين الذين أُصيبوا بالفيروس، وهذا ينطوي على خطر الإصابة بمرض حاد في الطفل. لذلك، قد ينصح العلاج الوقائي بالغلوبيولين المناعي للطفل حديث الولادة.
يمكن أن تؤثر الفيروسات المعوية على الجنين. يبدو أن مرض بورنهولم لا يضر عادة بالطفل الذي لم يولد بعد. ومع ذلك، تشير بعض الأبحاث إلى أن فيروس كوكساكي B نادرًا ما يسبب الإجهاض، أو ولادة جنين ميت، أو التهاب عضلة القلب.

## العلاج وتقدُّم المرض
يستمر المرض حوالي أسبوع ونادرًا ما يكون قاتلًأ. يتضمن العلاج تناول الأدوية المضادة للالتهابات أو تطبيق الحرارة على العضلات المتأثرة والمسكنات مثل باراسيتامول. ومن السمات المميزة للمرض: الانتكاسات خلال الأسابيع التالية للنوبة الأولى.

## التاريخ
في عام 1872، ذكر داييه-فنسن وباء «روماتيزم حاد في العضلات» حدث في مجتمع يُسمَّى بامبلي، فأُشير إليه باسم «مرض بامبلي» في النرويج. فقط أشارت التقارير اللاحقة التي نُشرت فقط في النرويج، إلى المرض بهذا الاسم. في عام 1933، قدم Ejnar Sylvest أطروحة الدكتوراه واصفًا تفشي الوباء الدنماركي على جزيرة بورنهولم بعنوان «مرض بورنهولم-وباء الألم العضلي» وقد استمر هذا الاسم.

## تسميات أخرى
يُعرَف المرض أيضًا باسم مرض بامبلي، أو قبضة الشيطان، أو نزلة الشيطان، أو ألم عضلي وبائي، أو وجع الجنبة الوبائي، أو تشنج حجابي عابر وبائي.

## وصلات خارجية
- Bornholm Disease on patient.co.uk